# جيمس سمارت
جيمس سمارت هو عالم بيئة كندي، ولد في 29 فبراير 1888، وتوفي في 21 يوليو 1957.